# Sara Lövestam
Sara Lövestam, née le 13 juillet 1980 à Uppsala, est une romancière suédoise, ayant abordé le roman historique, le roman policier et la littérature d'enfance et de jeunesse.

## Biographie
Née à Uppsala, elle passe une grande partie de son enfance à Lugnvik, au nord d'Östersund. Après avoir résidé à Sigtuna, à Sollentuna et avoir séjourné au Zimbabwe, elle vit maintenant à Stockholm.
Elle publie son premier poème à 9 ans dans la presse suédoise.
Professeur et linguiste de formation, Sara Lövestam est l'auteur d'ouvrages de littérature d'enfance et de jeunesse et de romans historiques. Dans En route vers toi (Tillbaka till henne, 2012), le récit se penche sur combat pour les droits de la femme, en 1906, dans la petite ville de Tierp, où une jeune institutrice s'indigne de la différence salariale entre hommes et femmes et qui, après l'allocution de l'oratrice militante Brita Löfstedt, s'implique dans la lutte des suffragettes suédoises et connaît ses premières amours lesbiennes. 
Sara Lövestam reçoit le prix du Swedish Book Championship pour le roman Différente (Udda, 2009) qui raconte l'étrange passion d'un homme pour les femmes aux membres amputés. Elle est également lauréate du grand prix de littérature policière 2017 pour le thriller Chacun sa vérité (Sanning med modifikation, 2015), premier titre d'une série consacrée aux enquêtes de Kouplan, un immigré et ancien journaliste iranien devenu par la force des choses détective sans-papiers dans le Stockholm underground.

## Œuvre

### Romans

#### SérieUne enquête de Kouplan, détective sans-papiers
- Sanning med modifikation (2015) Chacun sa vérité, traduit par Esther Sermage, Paris, Éditions Robert Laffont, coll. « La Bête noire », 2016  (ISBN 978-2-221-19016-6) ; réédition, Paris, Pocket, coll. « Thriller » no 17083, 2018  (ISBN 978-2-266-27823-2)
- Önska kostar ingenting (2015) Ça ne coûte rien de demander, traduit par Esther Sermage, Paris, Éditions Robert Laffont, coll. « La Bête noire », 2018  (ISBN 978-2-221-19017-3) ; réédition, Paris, Pocket, coll. « Thriller » no 17500, 2019  (ISBN 978-2-266-29117-0)
- Flicka försvunnen (2015), version simplifiée pour lecteurs débutants en suédois du roman Chacun sa vérité
- Luften är fri (2016) Libre comme l'air, traduit par Esther Sermage, Paris, Éditions Robert Laffont, coll. « La Bête noire », 2019  (ISBN 978-2-221-22071-9) ; réédition, Paris, Pocket, coll. « Thriller » no 17820, 2020  (ISBN 978-2-266-30685-0)
- Finns det hjärterum (2017) Là où se trouve le cœur, traduit par Cecilia Klintebäck, Paris, Éditions Robert Laffont, coll. « La Bête noire », 2020  (ISBN 978-2-221-22072-6)

#### Autres romans
- Udda (2009) Différente, traduit par Esther Sermage, Arles, Actes Sud, coll. « Lettres scandinaves », 2012  (ISBN 978-2-330-01413-1)
- Vildsint (2010)
- I havet finns så många stora fiskar (2011) Dans les eaux profondes..., traduit par Esther Sermage, Arles, Actes Sud, coll. « Lettres scandinaves », 2015  (ISBN 978-2-330-05088-7)
- Tillbaka till henne (2012) En route vers toi, traduit par Esther Sermage, Arles, Actes Sud, coll. « Lettres scandinaves », 2016  (ISBN 978-2-330-06898-1)
- Grejen med verb (2014)
- Bedragaren (2016)
- Grammatikundervisning för sfi och sva (2016)
- Grammatik och piraten som jagade mås (2016)
- I skuggorna (2017)
- Hjärterum (2017)
- Grejen med substantiv och pronomen (2017)
- Handbok för språkpoliser (2020)
- Ljudet av fötter (2021)
- Bära och brista (2021)
- Nu levande (2022)
- ABC-bok för vuxna (2024)

### Ouvrages de littérature d'enfance et de jeunesse
- Hjärta av jazz (2013) Le Jazz de la vie, traduit par Esther Sermage, Paris, Gallimard jeunesse, 2018  (ISBN 978-2-07-509326-2)
- Som eld (2015)
- Skarven (2016)
- Gruvan (2018)
- Allomorferna (2023)

## Réception critique
- « Ça pétille, ça croustille et, au final, les différents ne sont pas ceux qu'on croit. Bref, c'est très bien, tout à fait dans l'air du temps »[3] - Elle

## Prix et distinctions
- Grand prix de littérature policière 2017 pour Chacun sa vérité[4],[5]